# 宮村優子 (配音員)
宮村優子（日语：／ Miyamura Yūko，1972年12月4日—），日本女性配音員、旁白、演員，歌手，出身於兵庫縣神戶市。JAE Promotion 所屬。身高157cm。O型血。

## 來歷
桐朋學園短期大學演劇科畢業。畢業後進入日本播音演技研究所。配音出道作是遊戲《拳聖土龍》的春麗。
之後經歷ARTSVISION、日本動作娛樂公司（簡稱JAE），現在是JAE旗下演員部門「JAE Promotion （页面存档备份，存于）」所屬。
1995年因聲演《愛天使傳說》的珠野雛菊和《新世紀福音戰士》的惣流·明日香·蘭格雷而一舉成名。
1998年與漫畫家中古D.結婚，次年離婚。
2004年與同樣隸屬於JAE的替身演員關隆行再婚。同年9月1日女兒出生。後2016年離婚。而孩子的監護權交由宮村。
2005年之後以《福音戰士新劇場版》、《名偵探柯南》持續配音活動。2007年，她移居澳大利亞，之後每次出席前面兩部作品的相關工作時，便返回日本。
2006年於大阪動畫學校擔任動畫聲優科二年級的特別講師。
2018年返回日本，同年1月起就任國際媒體學院講師。

## 人物
為人熟悉的代表配音作品作有動畫《勇者警察傑德卡》的蕾吉娜·阿爾金、《新世紀福音戰士》女主角惣流·明日香·蘭格雷、《愛天使傳說》的珠野雛菊／天使德姬、《亞利絲 in Cyberland》的八神樹莉、《妖精狩獵者》的井上律子、《VS騎士檸檬汽水&40炎》的冰淇淋、《CLAMP學園偵探團》的大川詠心、《烙印勇士》的卡思嘉、《貓狐警探》主角笹原夏姬、《南海奇皇》主角島原海潮、《名偵探柯南》的遠山和葉、《月光假面 (1999年版)》主角山本直人〈初代〉、《麻辣教師GTO》的水樹奈奈子、《宇宙戰艦山本洋子》主角白鳳院綾乃伊莉莎白；遊戲《快打旋風ZERO》&快打旋風EX及卡普空其它遊戲的春麗、《金田一少年之事件簿》的七瀨美雪等。也曾為韓國電影《火山高校》進行日語配音。此外也在電影《大逃殺》中擔任解說。
暱稱，據說是由在《愛天使傳說》中共同演出的野上尤加奈所命名。
曾為《根性戰隊》擔任主角，並為其中文版唱主題曲。其爆笑的走音廣東話在不少人心中留下深刻印象。

## 逸事
1995年，宮村在《新世紀福音戰士》飾演明日香期間，為了適應自己演的角色，同時開始學習德語。
2000年由於喉嚨發痛，從廣播節目中休息，同時卸下《月光假面 (1999年版)》角色山本直人的工作（繼任者是大谷育江）。
多年來經常出現在《動畫廣播》等等許多大阪電台的節目上，即使移居到大阪之後，仍然是該電台的星期五晨間節目的助理。2006年3月突然從廣播節目中宣佈畢業。同年7月，官方網站暫停更新，同年11月，自行宣布將來沒有計劃演出，而是再將舞台轉移至聲學的工作。
2007年5月，罹患瀰漫性毒性甲狀腺腫（又稱格里夫氏症）。並表示自己再也無法懷孕生小孩。
疾病宣布之後，她於2008年4月8日首次在（日本電視台放送）全國性綜藝節目《跳吧！秋刀魚大人!!》特別節目《跳吧跳吧跳吧！秋刀魚大人!! 家庭和獨身的愛情感情特輯》中出現。
由於格里夫氏症逐日惡化，一時期間講話口齒不清，而且工作時必須要持著拐杖，2013年夏天，宮村提出將辭去《名偵探柯南》要角遠山和葉的配音工作，但是製作人諏訪道彥告訴她希望她留下，並鼓勵她以專注治療為優先。之後，宮村在接受治療期間，仍繼續出現在《名偵探柯南》電視動畫系列中。2017年，電影《名偵探柯南：唐紅的戀歌》上映，她演的遠山和葉在這部擔任故事的中心人物。
2009年，模仿明日香的搞笑藝人櫻·稻垣早希在MBS綜藝節目《》內企劃「關西縱貫旅遊網誌」中，宮村作為節目的驚喜嘉賓曾經在旅途的終點站現身。在連鎖餐廳餃子的王將的慶祝會上，宮村意外的出現讓櫻·稻垣早希感到驚訝。並贈送了有明日香聲音的鬧鐘，二人也用明日香的聲音「你白痴呀!?」互相交談，最後二人也一起拍了紀念照。此外，在那之後，宮村也在櫻·稻垣早希的YouTube頻道中出演，並繼續做交流。

## 配音員以外的活動
曾以演員身份參加電影和電視劇演出，另外1995年至1999年作為歌手加入Victor Entertainment出過單曲和專輯。為此，關口和之（南方之星成員）、高浪敬太郎（前PIZZICATO FIVE成員）、田中公平、及川眠子、新居昭乃、大槻賢二、周防義和、蓜島邦明、鈴木慶一、武川行秀、野村義男、小西康陽（前PIZZICATO FIVE成員）、平澤進（P-MODEL成員）、長谷部徹、戶川純、破矢仁太（JITTERIN'JINN成員）都曾經為她進行填詞和作曲。
還有使用日語歌詞演唱古典音樂《卡農》及卡門的《哈巴涅拉》，以及將大貫妙子的《她和她的十四行詩》、岩崎宏美的《聖母們的搖籃曲》、KASUTERA《在途中別睡著了》等等進行重製或者是變化。
與志倉千代丸一起組成歌唱組合「loose@rouse」，負責主唱。
有時候也會以本名關優子擔任音響監督（如《LOVELESS》等）。但是在2008年春天，在部落格發表由於丈夫的工作等情而離開公司。
1997年與活動製作人Shocker大野2人一起擔任「ROBONATION SUPER LIVE」戶外活動節目的主持人。同時期也在愛天使傳說的戶外活動與Shocker大野合作，以及相隔10年之後2007年舉辦的「超級機器人魂2007“春之陣”」10週年紀念活動中再度合作擔任主持人。2018年，於神戶世界紀念館舉辦的大阪電台戶外活動『V-STATION THE LIVE！Passion!!』中，第2天現身在活動進行歌唱。
還有以名義為演員須藤溫子的出道單曲《耳》也擔任作詞、漫畫原作。

## 演出
粗體字表示主要角色。

### 電視動畫
1994年
- 勇者警察傑德卡（蕾吉娜·阿爾金、菲、蘭）

1995年
- 愛天使傳說（珠野雛菊／天使德姬）
- 黃金勇者合體（克里絲）
- 十二生肖爆烈戰士（詩芙麗、輝夜姬、美露）
- 新世紀福音戰士（流·明日香·蘭格雷）
- 宇宙小毛球（艾普魯）

1996年
- 愛麗絲 in Cyberland（日语：ありす in Cyberland）（八神樹莉）
- 妖精狩獵者（井上律子）
- 麵包超人（櫻桃醬妹妹、海綿蛋糕公主）
- VS騎士檸檬汽水&40炎（冰淇淋）

1997年
- 妖精狩獵者II（井上律子）
- CLAMP學園偵探團（大川詠心）
- 烙印勇士（卡思嘉）
- 超魔神英雄傳（麻雀）
- 貓狐警探（日语：はいぱーぽりす）（笹原夏姬）

1998年
- EAT-MAN'98（日语：EAT-MAN）（米拉）
- 星方武俠（日语：星方武侠アウトロースター）（伊莎·庫蘭庫蘭）
- 南海奇皇（日语：南海奇皇）（島原海潮）
- 名偵探柯南（1998年—，遠山和葉[11]）

1999年
- 禦園地！月光假面（山本直人〈初代〉[12]）
- 麻辣教師GTO（水樹奈奈子）
- 宇宙戰艦山本洋子（白鳳院綾乃伊莉莎白）

2000年
- 神奇寶貝（小茜）
- NieA_7（日语：NieA_7）（尼亞）

2003年
- 原子小金剛 (2003年版)（咪咪）

2004年
- 舞-HiME（愛莉莎·西亞斯）

2018年
- 新幹線變形機器人新卡利昂 THE ANIMATION（惣流·明日香·蘭格雷[13]）[注 2]

2021年
- 新幹線變形機器人Z（明日香·蘭格雷）[注 2]

### 電影動畫
1997年
- 新世紀福音戰士劇場版：Air/真心為你（流·明日香·蘭格雷）
- 新世紀福音戰士劇場版：死與新生（惣流·明日香·蘭格雷）
- 浪客劍心：給維新志士的安魂曲（高槻朱鷺）

1998年
- 新機動戰記鋼彈W Endless Waltz 特別篇（女孩子A）
- 歡迎來到羅德斯島！（蒂德莉特（日语：ディードリット））

1999年
- 名偵探柯南：世紀末的魔術師（遠山和葉）

2000年
- A·LI·CE（日语：A・LI・CE）（由美〈SS1X〉[14]）

2003年
- 名偵探柯南：迷宮的十字路（遠山和葉[15]）

2006年
- 名偵探柯南：偵探們的鎮魂歌（遠山和葉）

2009年
- 福音戰士新劇場版：破（式波·明日香·蘭格雷）
- 名偵探柯南：漆黑的追跡者（遠山和葉[16]）

2010年
- 名偵探柯南：天空的劫難船（遠山和葉[17]）

2012年
- 福音戰士新劇場版：Q（式波·明日香·蘭格雷[18]）

2013年
- 名偵探柯南：絕海的偵探（遠山和葉[19]）

2017年
- 名偵探柯南：唐紅的戀歌（遠山和葉）

2019年
- 劇場版新幹線戰士：來自未來的神速ALFA-X（惣流·明日香·蘭格雷）[注 2]

2021年
- 新·福音戰士劇場版:│▌（式波·明日香·蘭格雷[20][注 3]）

2024年
- 名偵探柯南：100萬美元的五稜星（遠山和葉[22]）

### OVA
1995年
- 機械女神R（盧恩、艾達里）
- 美少女遊擊隊Battle Skipper（日语：美少女遊撃隊バトルスキッパー）（榊志穗子）

1996年
- 愛天使傳說DX（日语：ウェディングピーチDX）（珠野雛菊／天使德姬）
- 斬鬼者覺悟（日语：覚悟のススメ）（惠魅〈惠〉）
- 小鐵的大冒險（日语：小鉄の大冒険）（鈴木凛〈小鐵〉）
- 宇宙戰艦山本洋子（白鳳院綾乃伊莉莎白）
- 我的真理美眉（日语：ぼくのマリー）（雁狩真理）
- 新破裏拳旋風俠（日语：破裏拳ポリマー）（難波照）

1997年
- （三井綾音）
- 愛麗絲 in Cyberland（日语：ありす in Cyberland）（八神樹莉）
- Variable Geo（日语：ヴァリアブル・ジオ）（八島聰美）
- 魔域幽靈：獵人（淚淚）
- Jaja馬！四重奏（日语：Jaja馬!カルテット）（喬·戴蒙17世）
- 超光速Grandoll（日语：超光速グランドール）（希吉兒）
- 魔法王國的俏皮小公主（日语：でたとこプリンセス）（拉畢斯）
- CPU辣妹（日语：ぶっとび!!CPU）（帕佛瑪）
- 龍機傳承（米莉）

1998年
- 教科書沒教的事（白樺綾）
- 翡翠皇后（日语：クイーン・エメラルダス）（如達）
- 超機動傳說Dinagiga（日语：超機動伝説ダイナギガ）（瑪麗·布蘭德倫）
- 高校太保（日语：ビー・バップ・ハイスクール）（千華）

2000年
- 天使禁獵區（九雷）

2002年
- 名偵探柯南 16個嫌疑犯（遠山和葉）

2003年
- 名偵探柯南 柯南、平次與失蹤的少年!!（遠山和葉）

2006年
- 名偵探柯南 追蹤消失的鑽石！柯南、平次vs基德!!!（遠山和葉）

2009年
- 名偵探柯南 10年後的陌生人（遠山和葉）

2010年
- 名偵探柯南 MAGIC FILE4 通往大阪什錦煎餅的艱辛之路（遠山和葉）

### 網路動畫
- 海岸物語（日语：あじむ 〜海岸物語〜）（2001年，竹元涼愛）

### 遊戲
1994年
- 拳聖土龍（春麗）[注 4]
- （索菲亞）

1995年
- 快打旋風ZERO（春麗、蘿絲（日语：ローズ (ストリートファイター)））

1996年
- 愛麗絲 in Cyberland（日语：ありす in Cyberland）（八神樹莉）
- X戰警 VS. 快打旋風（日语：X-MEN VS. STREET FIGHTER）（春麗）
- 金田一少年之事件簿 悲報島 新的慘劇（七瀨美雪）
- 新世紀福音戰士（流·明日香·蘭格雷）[注 5]
- 超級快打方塊IIX（日语：スーパーパズルファイターIIX）（春麗）
- 快打旋風EX（日语：ストリートファイターEX）（春麗）
- 快打旋風ZERO2（春麗、蘿絲）
- 刀魂（成美那）[注 6]
- Sword and Sorcery（日语：ソードアンドソーサリー）（愛雅）[注 5]
- 美少女纏組（日语：ファイアーウーマン纏組）（岡田花奈）

1997年
- 快刀亂麻（日语：快刀乱麻 (ゲーム)）（花房美燐）
- 新世紀福音戰士 2nd Impression（流·明日香·蘭格雷）
- 新世紀福音戰士：鋼鐵戀人（惣流·明日香·蘭格雷）[注 7]
- 超級機器人大戰F（葛蕾絲·伍利金、流·明日香·蘭格雷）
- 快打旋風EX plus（春麗）
- 續·初戀物語 ～修學旅行～（日语：続 初恋物語 〜修学旅行〜）（森田鈴梨）
- 心動美麗同盟（日语：ドキドキプリティリーグ#ドキドキプリティリーグ）（千堂亞里莎）
- 袖珍快打（日语：ポケットファイター）（春麗）
- POCKET LOVE（日语：ポケットラブ）（松田由美）
- 漫威超級英雄 VS. 快打旋風（日语：マーヴル・スーパーヒーローズ VS. ストリートファイター）（春麗）
- 真理香 ～真實的世界～（日语：マリカ 〜真実の世界〜）（神崎真理香）
- 水木茂的妖怪武鬥傳（日语：水木しげるの妖怪武闘伝）（雪恩子）
- 雷弩機兵蓋布拉夫（日语：雷弩機兵ガイブレイブ）（史卡莉）
- Refrain Love ～想見你～（日语：リフレインラブ#リフレインラブ 〜あなたに逢いたい〜）（安井舞美、久志原美紀）

1998年
- 戀愛物語 特別篇 ～戀愛與魔法的學園生活～（日语：エーベルージュ）（弗拉爾茨·甘特拉姆）
- EVE The Lost One（日语：EVE The Lost One）（工藤玲奈）
- 孃樣特急（日语：お嬢様特急）（伊東小麥）
- 火星物語（日语：火星物語）（青之風）
- 金田一少年之事件簿2 地獄遊園殺人事件（七瀨美雪）
- 新世紀福音戰士 EVA和愉快的夥伴們（日语：新世紀エヴァンゲリオン エヴァと愉快な仲間たち）（流·明日香·蘭格雷）[注 7]
- 快打旋風EX2（春麗）
- 快打旋風ZERO3（春麗）
- 超級機器人大戰F 完結篇（葛蕾絲·伍利金、流·明日香·蘭格雷）
- 聖魔戰紀2（日语：スペクトラルフォース）（希洛）
- 貓犬協奏曲（艾麗西亞·普莉絲）
- 烈火英豪（日语：バーニングレンジャー）（提利斯）
- 膝上的同居人 ～Kitty on your lap～（日语：ひざの上の同居人）（美美）
- 正邪幻想史（日语：ブラックマトリクス）（蜜雪特）
- b.l.u.e. Legend of water（日语：b.l.u.e. Legend of water）（麥兒）
- 勇敢的劍士 武藏傳（立吉兒）
- 漫威 vs. 卡普空 CLASH OF SUPER HEROES（日语：MARVEL VS. CAPCOM CLASH OF SUPER HEROES）（春麗）
- 悠久幻想曲 2nd Album（日语：悠久幻想曲#悠久幻想曲 2nd Album）（席琳·白雪）
- 童夢失魂夜（英语：The City of Lost Children (video game)）（米茹菲）

1999年
- 一擊 鋼之人（宮村優子）
- The Lost One Last Chapter of Eve（日语：EVE The Lost One）（工藤玲奈）
- 金田一少年之事件簿3 青龍傳說殺人事件（七瀨美雪）
- 聖少女騎士團（希洛）
- 新世紀福音戰士 (NINTENDO64)（惣流·明日香·蘭格雷）
- 快打旋風EX2 PLUS（春麗）
- 聖魔戰紀2（日语：スペクトラルフォース）（希洛）
- 聖魔戰記 愛與邪惡（希洛）
- Dancing Blade 任性桃天使！（幼竹）
- 正邪幻想史AD（蜜雪特）
- 烙印勇士 千年帝國之鷹篇 喪失花之章（卡思嘉）
- Refrain Love 2（日语：リフレインラブ#リフレインラブ2）（安井舞美）

2000年
- 新世紀福音戰士 麻將補完計劃（日语：新世紀エヴァンゲリオン エヴァと愉快な仲間たち）（流·明日香·蘭格雷）
- 超級機器人大戰α（惣流·明日香·蘭格雷）
- 溫泉桌球（仲野繪里香）
- 快打旋風EX3（春麗）
- 聖魔戰記2 永遠的奇蹟（希洛）
- 正邪幻想史+（蜜雪特）
- 熱戰麻將2（息之根止（日语：まんちょくスナイパーとどめ））
- 曼威 vs. 卡普空2 英雄們的新世紀（日语：MARVEL VS. CAPCOM 2 NEW AGE OF HEROES）（春麗）
- 名偵探柯南 三人的名推理[[[Wikipedia:格式手册/链接#章節|錨點失效]]]（遠山和葉、橋本真弓）
- 悠久組曲 All Star Project（日语：悠久幻想曲）（席琳·白雪）

2001年
- 超級機器人大戰α for Dreamcast（惣流·明日香·蘭格雷）
- Prism Palette（日语：プリズムパレット）（睦月菫）
- Missing Blue（日语：Missing Blue）（丹瑠羽奈）

2003年
- 喀喀喀的鬼太郎 異聞妖怪奇譚（日语：ゲゲゲの鬼太郎 異聞妖怪奇譚）（貓女）
- 喀喀喀的鬼太郎 危機一髮！妖怪列島（日语：ゲゲゲの鬼太郎 危機一髪!妖怪列島）（貓女）
- 喀喀喀的鬼太郎 逆襲！妖魔大血戰（日语：ゲゲゲの鬼太郎 逆襲!妖魔大血戦）（貓女）
- 新世紀福音戰士2（惣流·明日香·蘭格雷）
- 新世紀福音戰士 綾波育成計劃 with 明日香補完計劃（流·明日香·蘭格雷）
- 新世紀福音戰士：鋼鐵戀人2nd（惣流·明日香·蘭格雷）[注 8]
- 超級機器人大戰Scramble Commander（日语：スーパーロボット大戦Scramble Commander）（流·明日香·蘭格雷）
- 誓血龍騎士（妖精）

2004年
- 超級機器人大戰MX（惣流·明日香·蘭格雷）
- 聖魔戰記 基本元素（希洛）
- 烙印勇士 千年帝國之鷹篇 聖魔戰記之章（卡思嘉）

2005年
- 新紀幻想 聖魔之魂II（日语：スペクトラルソウルズ#新紀幻想スペクトラルソウルズII）（希洛）
- 超級機器人大戰MX 攜帶版（惣流·明日香·蘭格雷）
- 聖魔戰記 編年史（希洛）
- 第3次超級機器人大戰α 終焉之銀河（惣流·明日香·蘭格雷）
- 舞-HiME 命運的系統樹（愛莉莎·西亞斯）

2006年
- 新世紀福音戰士機密檔案（日语：シークレット オブ エヴァンゲリオン）（流·明日香·蘭格雷）
- 新世紀福音戰士：鋼鐵戀人 特別篇（惣流·明日香·蘭格雷） [注 8]
- 新世紀福音戰士2 被創造的世界 -another cases-（惣流·明日香·蘭格雷）
- 聖魔戰記3 無罪的狂熱（日语：スペクトラルフォース3 イノセントレイジ）（卡路嘉）

2007年
- 王國之心 Re:記憶之鍊（拉克希妮）
- 王國之心II FINAL MIX（拉克希妮）
- 新世紀福音戰士機密檔案 攜帶版（日语：シークレット オブ エヴァンゲリオン）（流·明日香·蘭格雷）
- 新世紀福音戰士 戰鬥交響曲（日语：新世紀エヴァンゲリオン バトルオーケストラ）（流·明日香·蘭格雷）
- 機甲戰線（菲·馬利尼納）
- 名偵探福音戰士（日语：名探偵エヴァンゲリオン）（流·明日香·蘭格雷）
- 名偵探柯南 追憶的幻想（遠山和葉）

2008年
- 新世紀福音戰士 綾波育成計劃DS with 明日香補完計劃（流·明日香·蘭格雷）

2009年
- 王國之心 358/2天（拉克希妮）
- 新世紀福音戰士 戰鬥交響曲 攜帶版（日语：新世紀エヴァンゲリオン バトルオーケストラ）（流·明日香·蘭格雷）

2010年
- uni.（日语：uni.）（克萊莉莎·馮·里希特霍芬）

2013年
- 王國之心 HD I.5 ReMIX（拉克希妮）
- 名偵探柯南 人偶交響曲（遠山和葉[23]）

2014年
- 王國之心 HD II.5 ReMIX（拉克希妮）
- 第3次超級機器人大戰Z 時獄篇（式波·明日香·蘭格雷）
- 名偵探柯南 幻影狂詩曲（遠山和葉[24]）

2015年
- 第3次超級機器人大戰Z 天獄篇（式波·明日香·蘭格雷）

2017年
- 超級機器人大戰V（式波·明日香·蘭格雷）

2018年
- 超級機器人大戰X-Ω（日语：スーパーロボット大戦X-Ω）（式波·明日香·蘭格雷）

2019年
- 王國之心III（拉克希妮）
- 超級機器人大戰DD（式波·明日香·蘭格雷）

2020年
- 崩壞3rd（明日香）

2024年&2025年
- Goddess of Victory: Nikke（明日香）

### 外語配音

#### 電影
- 女狼傳奇（金潔〈凱瑟琳·伊莎貝爾（英语：Katharine Isabelle）〉）※VHS版。
- 蝴蝶夢（丹弗斯夫人〈朱迪絲·安德森〉）※N.E.M.版[25]。
- 火山高校（逍遙仙〈孔曉振〉）※VHS版。

### 舞台
- 天使候補生物語'96（1996年4月26日—29日，橘玉置事務所公演）—杉山文子
- 8月的雪赫拉莎德（1998年8月19日—30日，劇團Show-ma（日语：劇団ショーマ）客演）—夕凪
- HIJIKATA 新撰組異聞（1999年10月30日—11月7日，日本動作娛樂公司企劃製作公演）—凛久
- 瀧之茶屋的老爹（2000年3月4日—20日，OMS Produce公演）—珠子
- TOKYO2050（2000年9月21日—10月1日，日本動作娛樂公司企劃製作公演）
- （2000年10月25日—29日，RONNIE ROCKET客演）—艾莉絲修女
- FUNLETTERS（2001年2月15日）—朗讀劇
- HARD TIMES「女殺油地獄」（2001年3月7日—3月11日）
- 宮部美幸的閱讀會（2001年7月28日）
- 乙女回廊（2001年8月17日—26日，Lilliput-Army客演）—瑪諾王子
- （2002年1月23日—27日）—杏
- 東京巨蛋城樂園（2003年10月4日—12月14日）—光
- Doubt？AC Factory（2003年11月21日—24日，Theatre sunmall（日语：シアターサンモール））
- （2005年2月16日—20日，HEROHERO-Q公司客演）—旋風
- 陸之界賊（2006年6月25日—27日，聲優劇團「RAMS ACTORS THEATER」創團公演 特別出演）—不忘的憂我
- 其之十壹「願望」（2006年7月21日—27日）—德島屋告示的遊女冬菊
- AC Factory（2009年12月3日—6日，Theatre sunmall）

### 電視演出

#### 綜藝節目
東京電視台
- 涉谷deCHU！（日语：渋谷でチュッ!）（第2代節目助理）
- 妄想光波（日语：妄想ビーム）

朝日電視台
- PUPUPUPUPUFFY（日语：パパパパパフィー）（旁白）
- 衝擊時間21（日语：クイズタイムショック#タイムショック21（2000年10月—2002年6月））（出題旁白）

日本電視網
- 跳吧！秋刀魚大人!!（日语：踊る!さんま御殿!!）（日本電視台）
- （中京電視台，旁白）

每日放送
- （關西縱貫網誌之旅、四國一周網誌之旅、西日本橫貫之旅、歐洲橫貫之旅）
- 痛快！明石家電視台（日语：痛快!明石家電視台）（2018年9月3日）

其它電視台
- ETV特集（NHK綜合）1998年11月19日（旁白）

#### 電視劇
NHK
- 雙胞胎偵探（日语：双子探偵）（1999年）—染井吉野（聲音）
- 水姑娘（日语：ちゅらさん）（2001年）—田所幸子
- NHK連續電視劇（日语：NHK夜の連続ドラマ） 夜晚的另一張臉（日语：真夜中は別の顔）（2002年）
- NHK週五時代劇（日语：土曜時代劇 (NHK)）（2003年）
- 最後的禮物（日语：ラストプレゼント (2003年のテレビドラマ)）（2003年12月）—菫

朝日電視台
- 救急戰隊GOGOV（1999年－2000年）—速瀬京子、童鬼德羅布的配音（「闇村悠之介」名義）
- 科搜研之女 第3系列（2001年）—南妙子

TBS
- （2002年）—鬼村沙耶香

富士電視台
- 世界奇妙物語 夏之特別篇2023「視線」（2023年）—新谷小夜子[26]

其它電視台
- 天然少女 萬（日语：天然少女 萬）系列（1998年，WOWOW）

### 電影
- 大逃殺、大逃殺【特別篇】（2000年）—講解影帶小姐
- 想要守護你！（日语：守ってあげたい!）（2000年）—島馬京子
- EAT&RUN（日语：EAT&RUN）（2001年）—優子
- 今昔傳奇 劍地獄（2002年）—報仇的姊姊
- 忍風戰隊颶風者 颼 颼！The Movie（2002年）—納庫魯的配音
- Heart of The Sea（2003年）—草野夏生
- Scratch！（2004年）—無線
- Triangle Connection（日语：トラ・コネ）（2008年）—三角洋子

### 原創錄影帶
- 快打旋風ZERO2攻略錄影帶（1996年，新聲社（日语：新声社）發行）—旁白
- 救急戰隊GOGO V 衝突！新出現的超戰士（1999年）—速瀨京子／席克貞德、童鬼德羅布的配音（「闇村悠之介」名義）

### 廣播節目
- 我的真理美眉（日语：ぼくのマリー）
- （春日真奈美）
- 我的真理美眉WARS!!（日语：ぼくのマリー）
- 魔神英雄傳外傳 純純火美子（日语：魔神英雄伝ワタル (ラジオ)#魔神英雄伝ワタル外伝 ピュアピュアヒミコ）（主持人 ）
- 宮村優子的直球切入吧！（日语：宮村優子の直球で行こう!）
- （與愛河里花子共同主持。一時期間能登麻美子和千葉紗子曾經加入主持）
- 美食人生！原田年晴（日语：ほんまもん!原田年晴です）（2005年4月—2006年3月，每週五搭檔主持）
- （2007年9月—2009年4月，為大阪放送電台角色擔任配音）
- （NHK-FM 青春冒險（日语：青春アドベンチャー），2002年10月7日—10月18日）
- 秋葉原的假日（NHK-FM FM劇場（日语：FMシアター））
- Q職 THE WAVE（日语：Q職 THE WAVE）（FM PORT（日语：新潟県民エフエム放送））
- 宮村優子、岩田光央要不要再來一碗嗎？（niconico直播（niconico頻道）、Radio Cloud（日语：ラジオクラウド），2019年2月－現在）

廣播劇
- VOMIC 甜蜜☆任務（日语：スイート☆ミッション）（吉田灯里）

### 朗讀
- 冬之教室（朗讀劇。原作：大塚英志，腳本、演出白倉由美（日语：白倉由美）。CD於1997年3月19日由東芝EMI收錄）

### 廣播劇CD
年份不詳
- 心靈調査室OFFICE麗（日语：心霊調査室OFFICE麗）（諏訪繪美里）

1994年
- 勇者警察傑德卡 CD推理劇場 「謎之請帖 ～現在，被說出真實之時～」（蕾吉娜·阿爾金）

1995年
- FALCOM SPECIAL BOX '96 [DISC2] CD廣播劇 Brandish外傳（黛西）

1997年
- 惡靈狩獵 Ghost Hunt CD1 渦里奇里大人的鬼火 （谷山麻衣）
- 筋肉少女帶（筋肉少女帶與水木一郎）『221B戰記』（解說）
- 平成時間飛船（日语：平成タイムボカン） vol.4（／）

1998年
- 惡靈狩獵 Ghost Hunt CD2 烏拉特居住其處（谷山麻衣）
- 惡靈狩獵 Ghost Hunt CD3 惠比壽異神論（谷山麻衣）
- 惡靈狩獵 Ghost Hunt CD4 惡夢之屋（谷山麻衣）
- 天使禁獵區（九雷）

1999年
- 魔音戰士（日语：クレセントノイズ）（五十嵐凛）
- （約翰）
- 星之Pilot（日语：星のパイロット）（羽山美紀）

2000年
- Weiß kreuz Dramatic Image Album（名倉沙耶香）
- 東京瘋狂天堂（日语：東京クレイジーパラダイス）（守門朝來）

2001年
- Missing Blue Vol.1 聖遼學園高等部3年E組 ～瑠羽奈～（丹雫瑠羽奈）

2002年
- 6/17秀逗美眉（霰玉九里子）

2011年
- uni.（日语：uni.） 廣播劇CD 初音島學生風紀聯盟 星空綺麗奮鬥記（克拉麗莎·馮·里希特霍芬）

### 機器
- acctonjapan Talking Hub 宮村優子（TalkingHub FastEtherHub-8se EX3008e-TX）
  - 1998年2月發行 定價78,000日圓 ～100BASE HUB。語音宣布狀態[27][28]

### 柏青哥、角子機
- CR新世紀福音戰士（日语：CR新世紀エヴァンゲリオン）系列（惣流／惣流·明日香·蘭格雷）
- 角子機 新世紀福音戰士（日语：新世紀エヴァンゲリオン (パチスロ)）系列（惣流／惣流·明日香·蘭格雷）
- CR
- （春麗）

### 其它
- 6年生presentu6年DVD 夢家編（樫原綾乃）
- 魔法魔法大冒險（日语：マホマホだいぼうけん）

### 影像商品
- DVD（2003年3月28日）

## 音樂作品

### 單曲
| 枚數       | 發行日期       | 單曲名稱（日文名稱）                                 | 規格編號   | 最高排名 |
| ---------- | -------------- | ---------------------------------------------------- | ---------- | -------- |
| 1st        | 1995年7月21日  | 若是戀愛了（恋をするなら）                                       | VIDL-10679 | 圈外     |
| 2nd        | 1996年5月22日  | ENDLESS PARTY/HELLO,STRANGE DAYS                     | VIDL-10760 | 圈外     |
| 3rd        | 1996年11月21日 | /KISS許                                              | VIDL-10828 | 圈外     |
| 4th        | 1997年3月5日   | 根性戰隊氣魄人（）                                   | VIDL-10848 | 圈外     |
| 5th        | 1997年5月21日  | 平成偉人傳（平成偉人伝）                                       | VIDL-30019 | 圈外     |
| 6th        | 1997年8月21日  | KANON                                                | VIDL-30053 | 圈外     |
| 7th        | 1997年11月6日  | Pi·Pi·Pi/街森月                                      | VIDL-30076 | 圈外     |
| 8th        | 1998年2月21日  | Mother                                               | VIDL-30182 | 圈外     |
| 9th        | 1998年5月21日  | 戀愛與欲望（恋と欲望）                                       | VIDL-30219 | 圈外     |
| 10th       | 1998年6月24日  | 謝謝（アリガト）                                             | VICL-35030 | 圈外     |
| ※          | 1998年9月23日  | Oh，Chin Ching/胸部豐滿/SLAVE&QUEEN（//SLAVE&QUEEN） | VIDL-30357 | 圈外     |
| 11th       | 1999年7月23日  | 名探偵人生答                                         | VIDL-30434 | 圈外     |
| 與岩田光央 | 1999年7月23日  | Growin' Up！                                         | VIDL-30435 | 圈外     |
| 12th       | 2012年1月11日  | 讓心回歸初衷 ～2012 version～（ ～2012 version～）   | KICM-1343  | 第34名   |

### 專輯

#### 原創專輯
| 枚數 | 發行日期      | 專輯名稱（日文名稱）                  | 規格編號                     | 最高排名 |
| ---- | ------------- | ------------------------------------- | ---------------------------- | -------- |
| 1st  | 1996年6月21日 | 打架總長（）                          | VICL-758                     | 第25名   |
| 2nd  | 1997年9月22日 | 突然襲擊（）                          | VICL-60090                   | 第18名   |
| 3rd  | 1998年7月23日 | 產休 ～Thank You～ （ ～Thank You～） | VICL-60261 VIZL-33（限定盤） | 圈外     |
| 4th  | 1999年8月25日 | 大四喜                                | VICL-60445                   | 圈外     |

#### 迷你專輯
| 枚數 | 發行日期       | 專輯名稱（日文名稱） | 規格編號   |
| ---- | -------------- | -------------------- | ---------- |
| 1st  | 1996年12月18日 | 空間打架總長（）     | VICL-23118 |
| 2nd  | 1998年3月25日  | 魂魄（）             | VICL-60182 |
| 3rd  | 1999年5月21日  | 黃鶯女（）           | VICL-60380 |

#### 精選專輯
| 枚數 | 發行日期      | 專輯名稱（日文名稱） | 規格編號   |
| ---- | ------------- | -------------------- | ---------- |
| 1st  | 1998年12月2日 | 亂糟糟精選（）       | VICL-60319 |
| 2nd  | 1999年12月1日 | 大致單曲精選（）     | VOCL-60502 |

### 歌手參加作品
| 發行日期 | 商品名                        | 歌唱                         | 曲名                                                      | 備註                                              |
| 1995年   | 1995年                        | 1995年                       | 1995年                                                    | 1995年                                            |
| -------- | ----------------------------- | ---------------------------- | --------------------------------------------------------- | ------------------------------------------------- |
| 5月24日  | 夢見愛天使                    | FURIL'                       | 「夢見愛天使」                                            | 電視動畫《愛天使傳說》片頭主題曲                  |
| 5月24日  | 夢見愛天使                    | FURIL'                       | 「21世紀」                                                | 電視動畫《愛天使傳說》第1期片尾主題曲             |
| 11月22日 | 愛天使傳說 Special CD         | FURIL'                       | 「」                                                      | 電視動畫《愛天使傳說》第2期片尾主題曲             |
| 12月22日 | 愛天使傳說 夢想精選輯         | FURIL'                       | 「」                                                      | 電視動畫《愛天使傳說》第2期片尾主題曲             |
| 12月22日 | 愛天使傳說 夢想精選輯         | FURIL'                       | 「夏石」 「モノクローム」                                 | OVA《愛天使傳說DX》劇中插入歌                     |
| 1996年   |                               |                              |                                                           |                                                   |
| 7月26日  | Summer Carnival               | FURIL'                       | 「Merry Angel」                                           | OVA《愛天使傳說DX》片頭主題曲                     |
| 7月26日  | Summer Carnival               | FURIL'                       | 「Sweet Little Love」                                     | OVA《愛天使傳說DX》片尾主題曲                     |
| 8月18日  | 愛天使傳說 Premium CD         | FURIL'                       | 「Merry Angel Special Version」                           | OVA《愛天使傳說DX》相關歌曲                       |
| 12月21日 | 愛天使傳說 聖誕節CD           | 冰上恭子、宮村優子、今井由香 | 「」 「」                                                 | OVA《愛天使傳說DX》相關歌曲                       |
| 12月21日 | 愛天使傳說 聖誕節CD           | 宮村優子                     | 「」                                                      | OVA《愛天使傳說DX》相關歌曲                       |
| 1997年   |                               |                              |                                                           |                                                   |
| 10月17日 | 心靈調査室OFFICE麗 原聲廣播劇 | 宮村優子                     | 「Bang！a Bang Bang」                                     | 廣播劇CD《心靈調査室OFFICE麗 原聲廣播劇》相關歌曲 |
| 1998年   |                               |                              |                                                           |                                                   |
| 1月21日  | POCKET LOVE Vol.1             | 宮村優子                     | 「思 ～～ Re-Mix」                                        | 遊戲《POCKET LOVE》相關歌曲                       |
| 12月18日 | 超級機器人大戰 鋼之駕駛室     | 宮村優子                     | 「Love Story」                                            | 遊戲《超級機器人大戰F》相關歌曲                   |
| 1999年   |                               |                              |                                                           |                                                   |
| 4月21日  | 笑約束 優                     | 宮村優子                     | 「Bang！a Bang Bang」 「逢思 ～～ Re-Mix」 「Love Story」 |                                                   |
| 2005年   |                               |                              |                                                           |                                                   |
| 3月24日  | Memories Off Collectors' Box  | 宮村優子                     | 「」                                                      | 遊戲《淪為回憶的妳 ～秋之回憶～》片尾主題曲2      |

### 其它參加作品
| 發行日期 | 標題                               | 名義 | 曲名                           | 備註                                        |
| 2000年   | 2000年                             | 2000年 | 2000年                         | 2000年                                      |
| -------- | ---------------------------------- | --- | ------------------------------ | ------------------------------------------- |
| 8月23日  | 悠久組曲 All Star Project 原聲音樂 | 置鮎龍太郎、子安武人、冰上恭子、飯塚雅弓、西原久美子、三木真一郎、松本保典、宮村優子、麻績村真由子、長澤美樹 | 「the world of eternity song」 | 遊戲《悠久組曲 All Star Project》片尾主題曲 |
| 2003年   |                                    | |                                |                                             |
| 10月24日 | V-station THE BEST                 | Vsixteen                                                                                                   | 「Free Hand」                  |                                             |

### 角色歌曲
| 發行日期 | 標題                                            | 名義                      | 曲名                         | 備註                                    |
| 1997年   | 1997年                                          | 1997年                    | 1997年                       | 1997年                                  |
| -------- | ----------------------------------------------- | ------------------------- | ---------------------------- | --------------------------------------- |
| 5月21日  | 妖精狩獵者 角色歌曲集書                         | 律子（宮村優子）          | 「」                         | 電視動畫《妖精狩獵者》相關歌曲          |
| 2001年   |                                                 |                           |                              |                                         |
| 3月1日   | Missing Blue 01 聖遼學園高等部3年E組 ～瑠羽奈～ | 丹瑠羽奈（宮村優子）      | 「居場所」                   | 遊戲《Missing Blue》相關歌曲            |
| 8月22日  | Missing Blue Sound Collection+α!!               | 丹瑠羽奈（宮村優子）      | 「Missing？」                | 遊戲《Missing Blue》形象歌曲            |
| 2004年   |                                                 |                           |                              |                                         |
| 12月22日 | 舞-HiME 原聲音樂Vol.1 姬                        | 愛莉莎·西亞斯（宮村優子） | 「It's only the fairy tale」 | 電視動畫《舞-HiME》片尾主題曲（第15話） |

## 其它

### CD-ROM
- ！（1996年5月14日）

### 漫畫原作
- 根性戰隊氣魄人（日语：根性戦隊ガッツマン）（畫：島本和彥）

### 影像作品
- 宮村失蹤事件（自作自演）1997年3月29日（VHS和LD兩種版本）

### 書籍
- ASUKA―新世紀福音戰士文庫寫真集（1997年2月／角川文庫）
- 宮村優子第一本寫真集 真正的宮村（1997年4月30日／角川書店） 攝影：石倉和夫
- 宮村優子 根性戰隊氣魄人大百科（1997年5月15日／彩文館出版） 《根性戰隊氣魄人（日语：根性戦隊ガッツマン）》企劃手冊
- VOICE OF 宮村優子（1997年11月10日／德間書店） 寫真集
- （1998年10月10日／德間書店） 寫真集、隨筆集
- 宮村優子（1999年12月4日／Media Factory） 寫真集、專訪
- 直球手帳（2000年9月1日／主婦之友社（日语：主婦の友社）） 電台節目《宮村優子的一起去投直球吧！（日语：宮村優子の直球で行こう!）》節目手冊

### 音響監督
- 如果30歲還是處男，似乎就能成為魔法師（2024年）

## 腳註

## 外部連結
- 宮村優子－JAPAN ACTION ENTERPRISE （日語）
- 宮村優子 （页面存档备份，存于） （日語）－日本電影資料庫
- 宮村優子 （页面存档备份，存于） （日語）－KINENOTE
- 宮村優子 （页面存档备份，存于） （日語）－allcinema（日语：allcinema）
- Yūko Miyamura在互联网电影资料库（IMDb）上的資料（英文）
- 宮村優子  Movie Walker （页面存档备份，存于）
- （2009年9月1日啟用） （日語）－宮村優子的官方個人部落格。
- 宮村優子的X（前Twitter） （日語）